# Estação Júlio Prestes
A Estação Júlio Prestes é uma histórica estação ferroviária da cidade de São Paulo concluída em 1938, que está localizada no bairro dos Campos Elísios, no distrito de Santa Cecília, região central da cidade. Seu nome foi dado em homenagem ao ex-governador de São Paulo, e ex-presidente eleito do Brasil, Júlio Prestes. Atualmente, a estação atende apenas à Linha 8-Diamante do Trem Metropolitano de São Paulo, operada pelo consórcio privado ViaMobilidade.
A estação abriga a sede da Secretaria de Cultura de São Paulo e, desde 1999, a casa de concertos da Orquestra Sinfônica do Estado de São Paulo (Osesp), Sala São Paulo. Na Praça Júlio Prestes, é possível ver a estátua em bronze de Alfredo Maia e a escultura abstrata em aço de Emanoel Araújo.

## História
A estação original foi inaugurada em 10 de julho de 1872 pela Estrada de Ferro Sorocabana que foi uma das ferrovias mais importantes do Brasil,  e denominava-se Estação São Paulo. Sua função era transportar sacos de grãos de café vindos do Sudoeste e Oeste Paulista e Norte do Paraná para a capital. A antiga estação ficava ao lado da Estação da Luz, o que facilitava o bandeamento do café para a São Paulo Railway, a única ferrovia que fazia o trajeto da capital ao porto de Santos. A estação ligava a cidade de São Paulo a Piracicaba, Santos e Presidente Epitácio, divisa com Mato Grosso do Sul. Ao enriquecer-se com o transporte de café, decidiu-se construir uma estação renovada e maior. A segunda e atual estação foi projetada por Cristiano Stockler das Neves e Samuel das Neves em 1925, porém a obra só foi parcialmente concluída no ano de 1938, em função à instabilidade econômica, que afetou praticamente todos os países capitalistas da época, provocada pela Grande Depressão.
Mesmo longe de ser concluída por completo, ao fim da construção de parte do projeto em 1930 (área das plataformas) o embarque passou a ser realizado na estação.
Em 20 de abril de 2021, foi concedida para o consórcio ViaMobilidade, composto pelas empresas CCR (atual Motiva) e RUASinvest, com a concessão para operar a linha por trinta anos. O contrato de concessão foi assinado e a transferência da linha foi realizada em 27 de janeiro de 2022.

### Projeto arquitetônico
Com 25 mil metros quadrados, a estação foi inspirada nos terminais de Nova York Grand Central e Pennsylvania, e projetada pelos arquitetos Cristiano Stockler das Neves e Samuel das Neves. O projeto em 1927 chegou a ser premiado no III Congresso Panamericano de Arquitetos e tem características como estrutura de concreto, alvenaria de tijolos, colunas e forros trabalhados que marcaram o estilo Luis XVI da construção. Além disso, o pé-direito alto conferiu à estação uma sensação de luxo e amplitude, com esculturas na torre do relógio e arcos nas janelas. A plataforma da estação foi construída com estrutura metálica vinda do hangar do zepelim. No interior da estação existe um jardim clássico francês de 960 metros quadrados, embora no projeto original o espaço devesse ter sido ocupado por um hall cercado de colunas em estilo coríntio e coberto por vitrais — a falta de verbas inviabilizou o imponente hall.

### Declínio e novos projetos

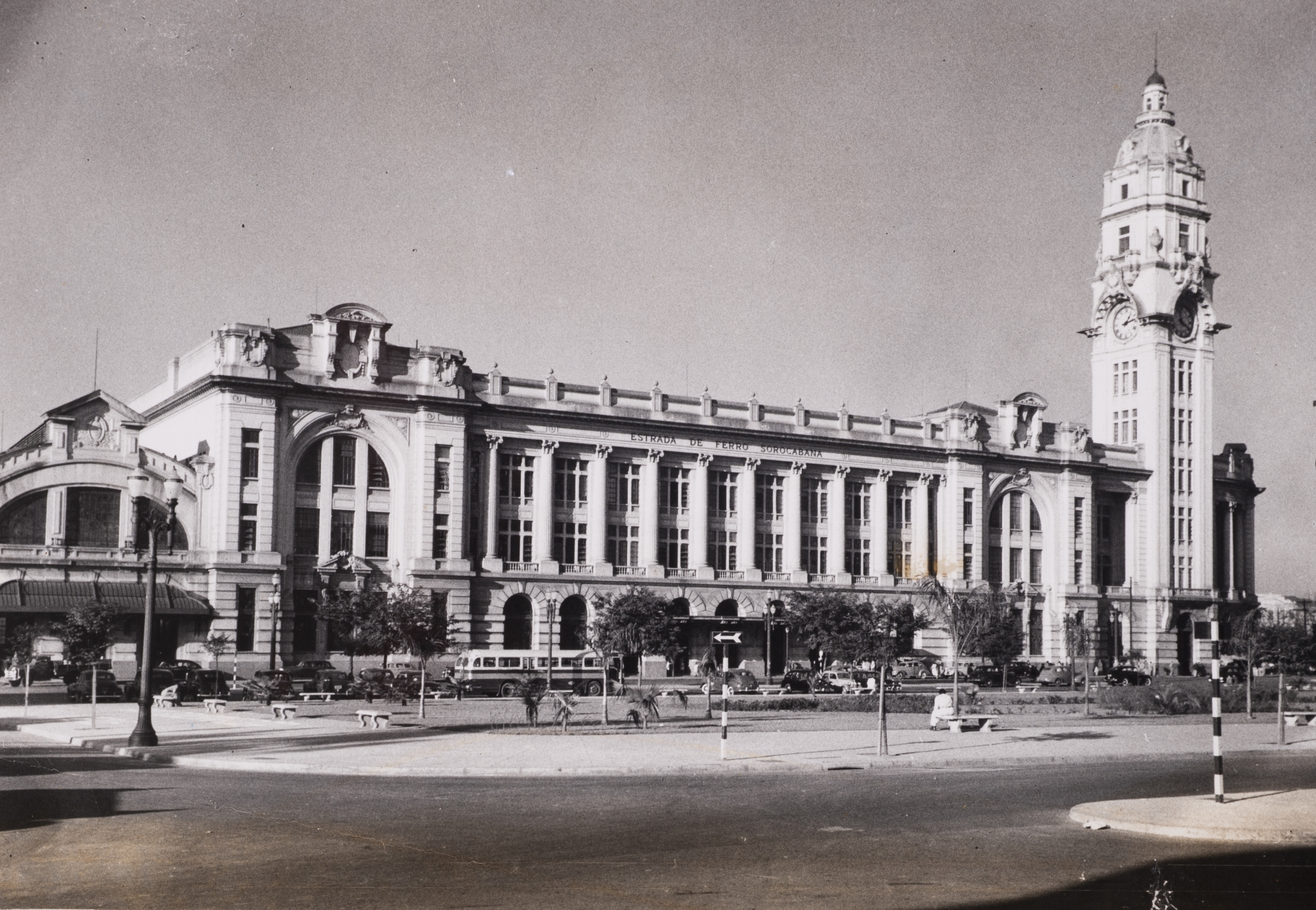
Estação Júlio Prestes (meados do século XX)

Concluída em 1938, época em que ônibus já circulavam em São Paulo, houve certo declínio na utilização de bondes e trens. A quebra da bolsa de Nova York em 1929 e o término da hegemonia da monocultura cafeeira também afetaram grandemente as ferrovias paulistas. Ademais, devido à construção de autoestradas e maior rapidez de locomoção via carros particulares e ônibus intermunicipais e interestaduais, o público deixou de tomar trens da FEPASA, novo nome da falida E.F. Sorocabana, de e para a estação. Afinal de contas, a viagem era longa com frequentes atrasos, devido a problemas mecânicos. Assim, os tempos de glória da estação duraram muito pouco. Em 1951 teve seu nome alterado em homenagem ao ex-presidente do Estado de São Paulo Júlio Prestes.
A estação foi abandonada pouco tempo depois. Na década de 1990, o governador Mário Covas, atendendo a um pedido do regente da Orquestra Sinfônica de São Paulo, John Neschling, decidiu restaurar a estação de maneira que o local onde antigamente localizava-se o jardim fosse convertido em uma sala de concertos, a Sala São Paulo. A complexidade técnica para transformar a estação em uma sala de concertos exigiu a colaboração de uma numerosa equipe. Foi preciso analisar os critérios para a transformação e recuperação do edifício, preservando o patrimônio histórico já existente e discutindo questões arquitetônicas, materiais, estruturais e técnicas necessárias para a consolidação de uma sala de concertos atual de acordo com as exigências de isolamentos acústicos e ambientais.
Além da sala de concertos, a estação também é utilizada para transporte público. Originalmente ponto de partida das linhas Sul e Oeste da FEPASA, atualmente serve aos trens da Linha 8 do Trem Metropolitano de São Paulo, que tem como destino final a estação de Itapevi. A estação abriga ainda a sede da Secretaria de Cultura de São Paulo.
A pedido da CPTM, o Condephaat aprovou projeto de ligação interna entre as estações Luz e Julio Prestes, com a construção de aproximadamente duzentos metros de túnel ou passarela, a fim de desafogar a demanda da Estação da Luz, que tem duas linhas que se conectam ao Metrô, enquanto a Júlio Prestes serve apenas como estação final da Linha 8–Diamante.
Em 20 de setembro de 2024, o Governo de São Paulo anunciou que pretende desativar a estação, como parte do plano de revitalização da área central da capital paulista, que visa, entre outros objetivos, remover a Favela do Moinho e construir um parque com o mesmo nome no lugar, abrir espaço para a construção da futura Estação Bom Retiro da Linha 11-Coral e erguer uma nova sede para o Governo do Estado. Ainda segundo o anúncio, será construído um centro cultural e um memorial ferroviário na atual área da estação, agregando a função do complexo da Sala São Paulo. Por enquanto, não há prazo para que esta ação seja executada.

### Ponto turístico
A Estação Júlio Prestes é considerada um dos principais pontos turísticos da cidade de São Paulo, tanto por sua estrutura arquitetônica, quanto pelos locais históricos em suas proximidades. Entre eles estão a Pinacoteca, onde pode ser encontrada a Biblioteca Walter Way, o Memorial da Resistência (que possui registros da época do Regime Militar) e o Museu da Língua Portuguesa, que sofreu um incêndio em dezembro de 2015. É também a estação mais próxima da Rua José Paulino, conhecida por ser a rua de compras femininas mais famosa do país, com mais de 350 lojas. Do lado de fora da estação, está localizada a Praça Júlio Prestes, onde é possível ver a estátua de bronze Alfredo Maia, do escultor Amadeu Zani. Além disso, abriga a sede da Secretaria de Cultura de São Paulo, e, desde 1999, a Sala São Paulo, que é a casa de concertos da Orquestra Sinfônica do Estado de São Paulo (Osesp).

### Galeria de fotos

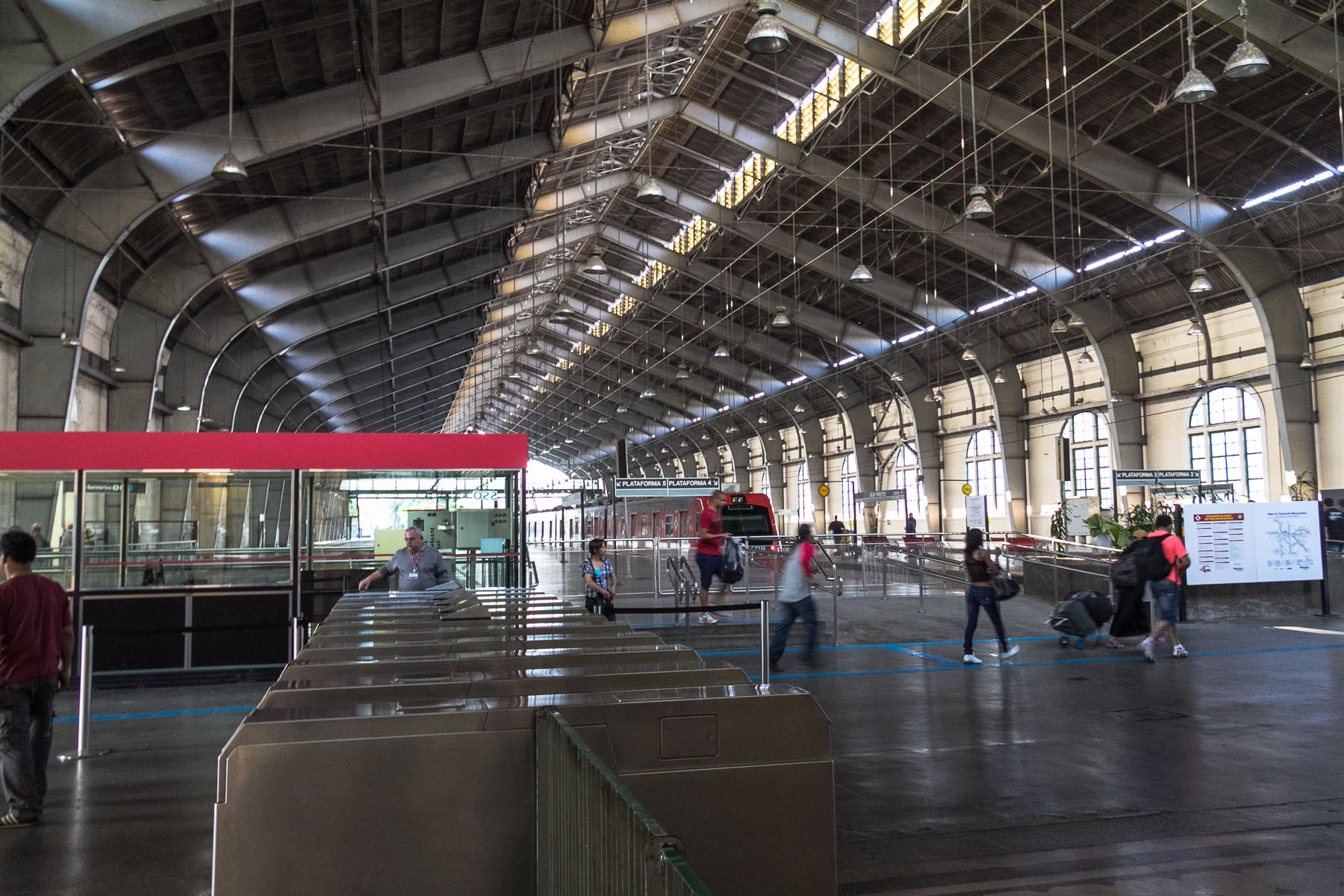
Plataformas da Estação Júlio Prestes, em 2013
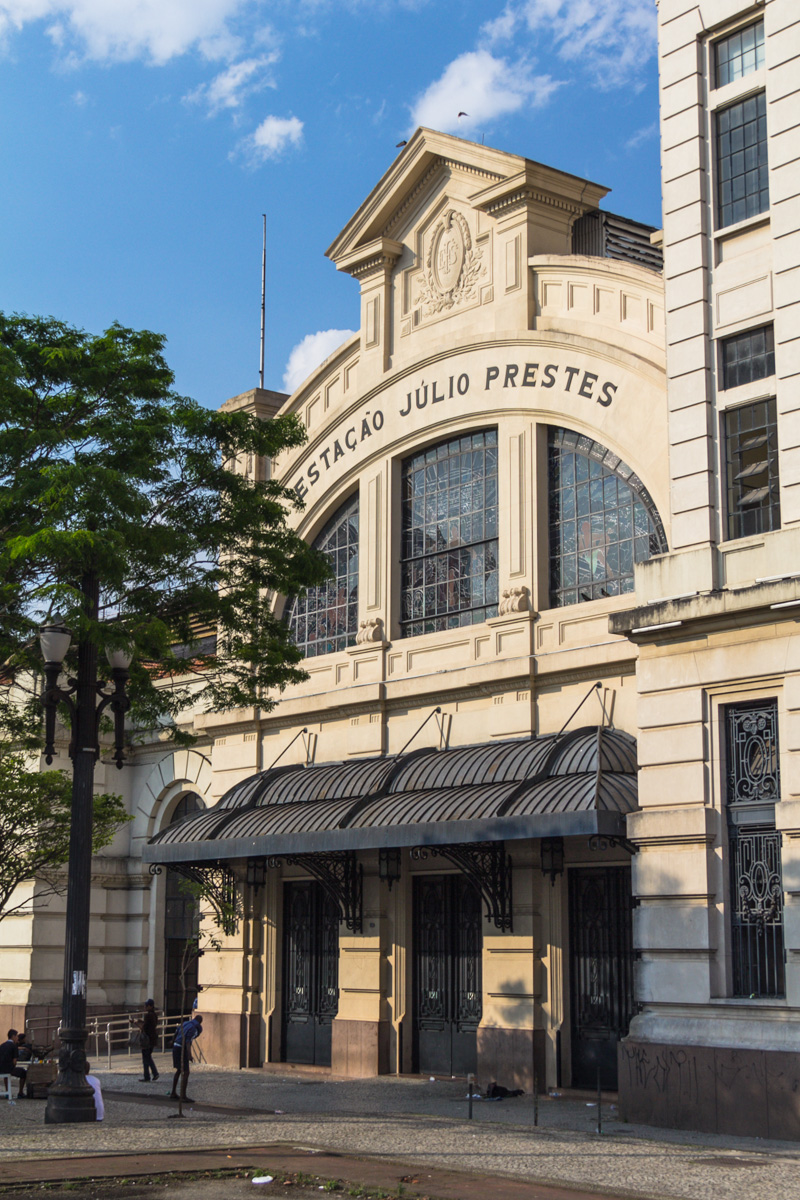
Estação Júlio Prestes, em 2013
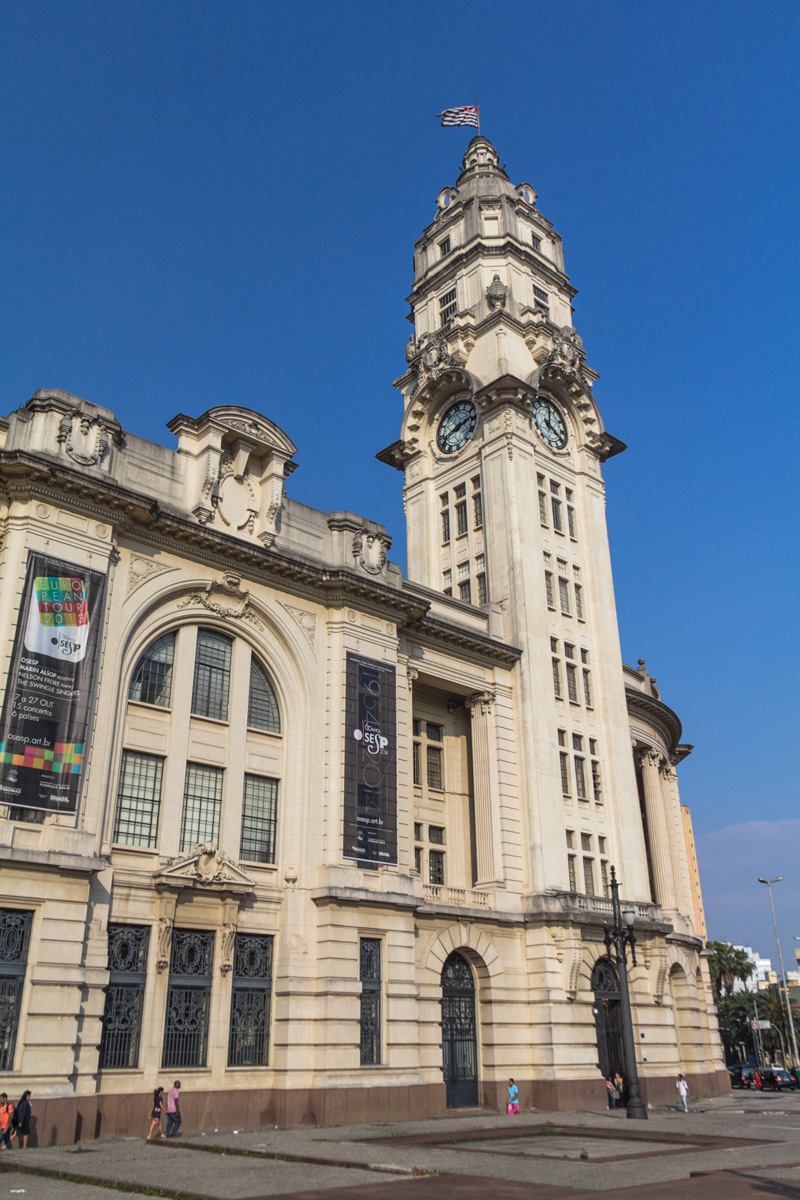
Entrada da sala cultural, na Estação Júlio Prestes, em 2013
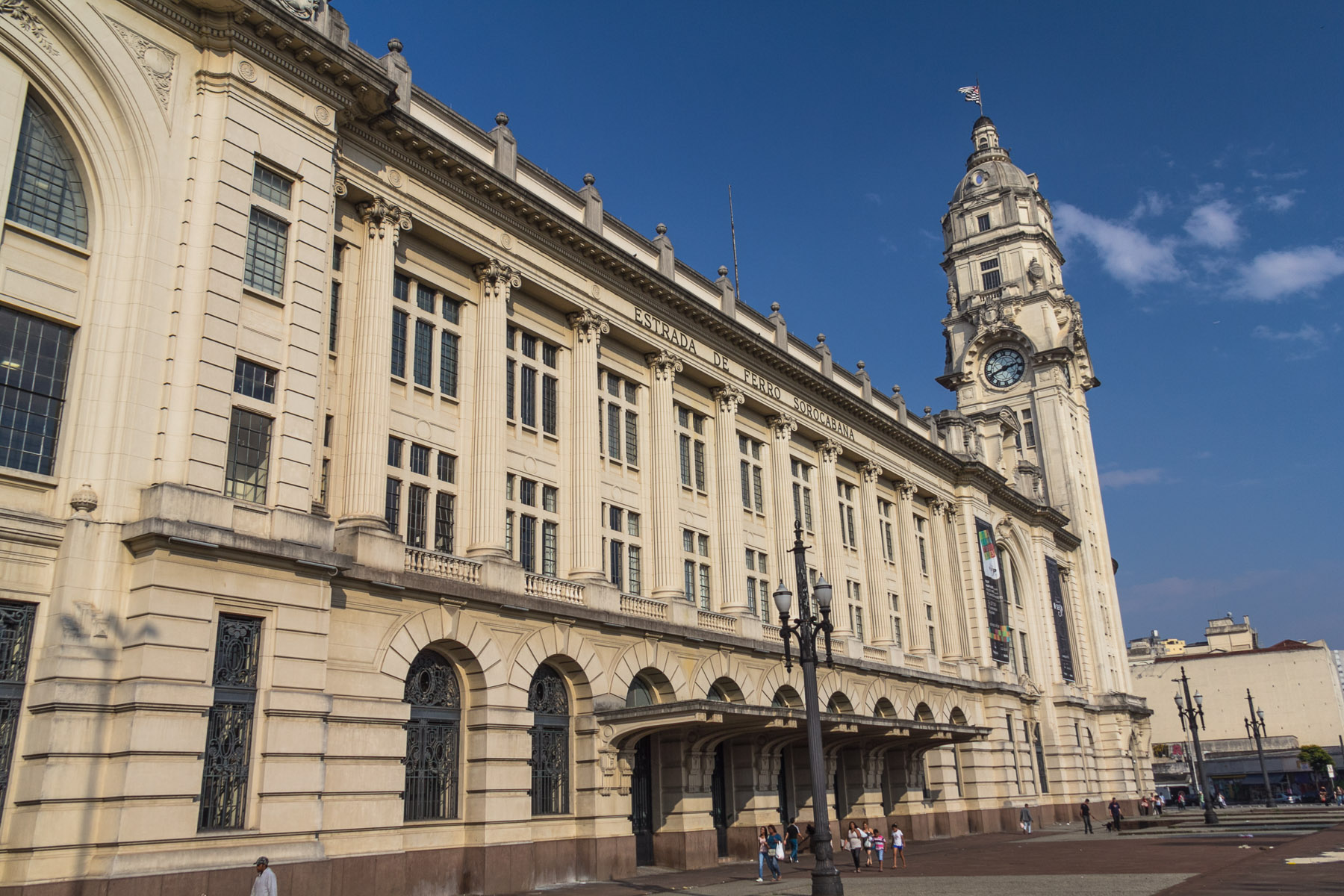
Visão lateral da Estação Júlio Prestes, em 2013
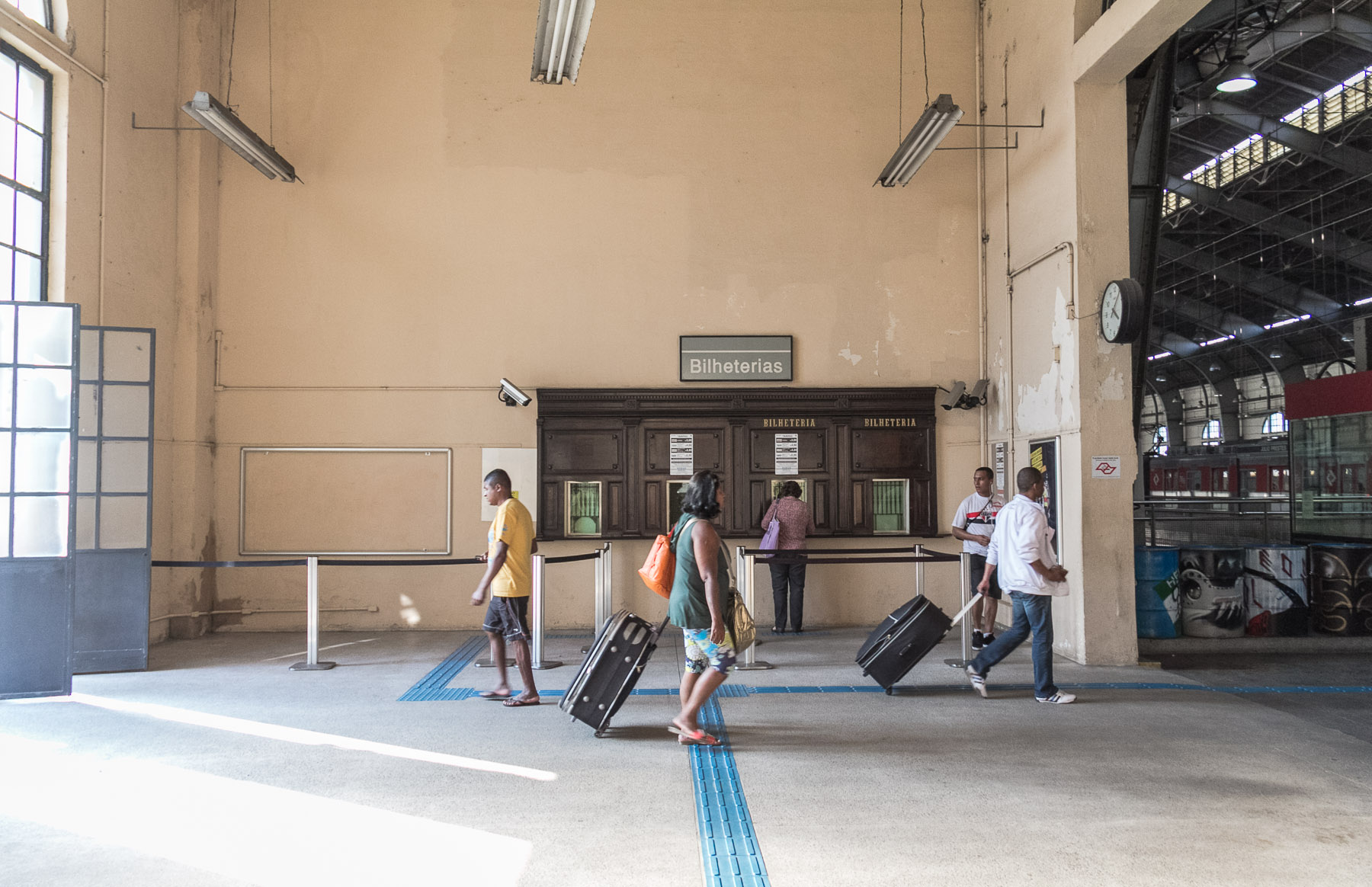
Bilheteria da Estação Júlio Prestes, em 2013
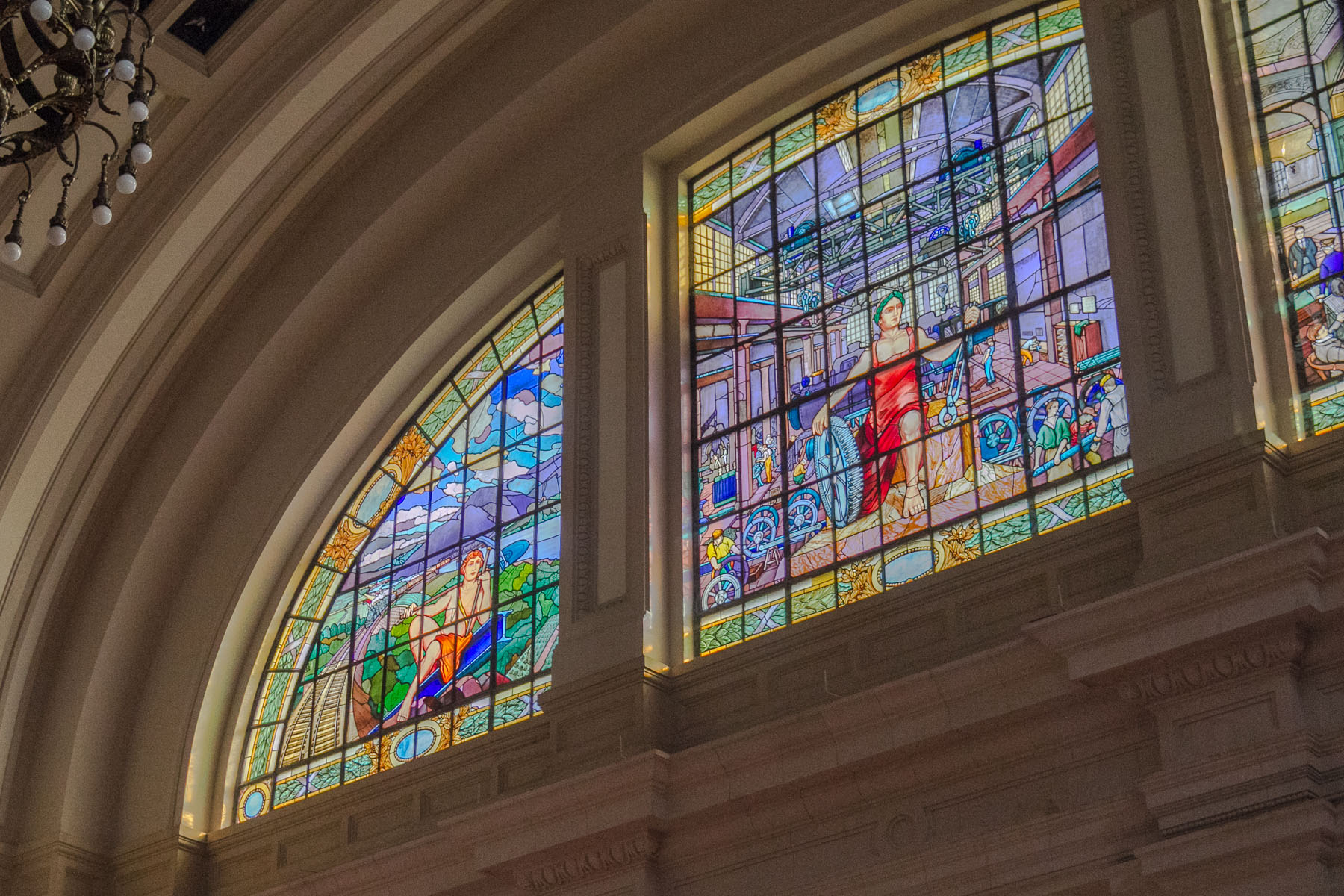
Estação Júlio Prestes, em 2013

### Linhas ativas
A estação hoje oferece viagens a curta distância, operadas pela CPTM.
| Linha      | Terminais               | Estações | Principais destinos                                               | Duração das viagens (min) | Intervalo entre trens (min) | Funcionamento                                                      |
| ---------- | ----------------------- | -------- | ----------------------------------------------------------------- | ------------------------- | --------------------------- | ------------------------------------------------------------------ |
| 8 Diamante | Júlio Prestes ↔ Itapevi | 25       | Barra Funda, Lapa, Osasco, Carapicuíba, Barueri, Jandira, Itapevi | 80                        | 7-30                        | Diariamente, das 4 à 0 hora. Aos sábados, até a 1 hora de domingo. |

### Linhas desativadas
A Estação Júlio Prestes era tronco e estação central da antiga ferrovia Sorocabana. A linha foi desativada por completo em 1994, com a liquidação da Rede Ferroviária Federal. Hoje apenas está ativo o trecho metropolitano, operado pela CPTM.
| Linha  | Terminais                      | Estações | Principais destinos                                                                          | Duração das viagens (min) | Administração                                   |
| ------ | ------------------------------ | -------- | -------------------------------------------------------------------------------------------- | ------------------------- | ----------------------------------------------- |
| Tronco | Júlio Prestes ↔ Pres. Epitácio | 120      | São Paulo, Itapevi, Jandira, Alumínio, Sorocaba, Avaré, Ourinhos, Assis, Presidente Prudente | 480                       | E.F. Sorocabana (1875–1971), FEPASA (1971–1988) |

## Tabelas
| Sigla | Estação       | Inauguração         | Integração                                    | Plataformas         | Posição    | Notas                         |
| ----- | ------------- | ------------------- | --------------------------------------------- | ------------------- | ---------- | ----------------------------- |
| JPR   | Júlio Prestes | 10 de julho de 1872 | Bilhete Único da SPTrans e Cartão BOM da EMTU | Laterais e centrais | Superfície | Estação reconstruída pela EFS |

## Diagrama da estação
| 1 |

|  | ↓ a ↓ |

| 2 |

|  | ↓ b ↓ |

| 3 |

|  | ↓ c ↓ |

|  | ↓ c ↓ |

| 4 |

| 1 |

|  | ↓ a ↓ |

| 2 |

|  | ↓ b ↓ |

| 3 |

|  | ↓ c ↓ |

|  | ↓ c ↓ |

| 4 |

| 1 |

|  | ↓ a ↓ |

| 2 |

|  | ↓ b ↓ |

| 3 |

|  | ↓ c ↓ |

|  | ↓ c ↓ |

| 4 |

| 1 |

|  | ↓ a ↓ |

| 2 |

|  | ↓ b ↓ |

| 3 |

|  | ↓ c ↓ |

|  | ↓ c ↓ |

| 4 |